# Liu Shenggang
Liu Shenggang (chiń. 劉勝剛; ur. 15 listopada 1976) – chiński judoka. Olimpijczyk z Atlanty 1996, gdzie zajął piąte miejsce kategorii +95 kg.
Siódmy na mistrzostwach świata w 1995. Brązowy medalista igrzysk azjatyckich w 2002. Mistrz Azji w 1996. Wicemistrz igrzysk Azji Wschodniej w 1997 roku.

## Letnie Igrzyska Olimpijskie 1996
| Konkurencja | Walki                   | Walki                  | Walki                      | Walki                 | Walki                       | Klas. końcowa |
| Konkurencja | 1/16                    | 1/8                    | 1/4                        | 1/2                   | o 3 miejsce                 | Miejsce       |
| ----------- | ----------------------- | ---------------------- | -------------------------- | --------------------- | --------------------------- | ------------- |
| open        | Alexandru Lungu (ROM) W | Vadim Sergeyev (KGZ) W | Siergiej Kosorotow (RUS) W | Ernesto Pérez (ESP) P | Harry Van Barneveld (BEL) P | V             |